# The Razors Edge
The Razors Edge è il dodicesimo album in studio del gruppo musicale australiano AC/DC, pubblicato nel settembre del 1990.

## Descrizione
Registrato a Vancouver, in Canada, sotto la supervisione del produttore Bruce Fairbairn, l'album segnò la ripresa commerciale degli AC/DC, dopo alcuni lavori sottotono e freddamente accolti dal pubblico. Raggiunse la seconda posizione della Billboard 200 negli Stati Uniti, restando in classifica per 77 settimane consecutive e venendo certificato cinque volte disco di platino. Le vendite dell'album sono state trainate dal successo del singolo Thunderstruck. Si trattò inoltre dell'unica pubblicazione del gruppo insieme al batterista Chris Slade, il quale ha sostituito Simon Wright.

## Tracce
Testi e musiche di Angus Young e Malcolm Young.
1. Thunderstruck – 4:52
2. Fire Your Guns – 2:53
3. Moneytalks – 3:45
4. The Razors Edge – 4:22
5. Mistress for Christmas – 3:58
6. Rock Your Heart Out – 4:06
7. Are You Ready – 4:10
8. Got You by the Balls – 4:29
9. Shot of Love – 3:57
10. Let's Make It – 3:32
11. Goodbye & Good Riddance to Bad Luck – 3:14
12. If You Dare – 3:11

## Formazione
- Brian Johnson – voce
- Angus Young – chitarra solista
- Malcolm Young – chitarra ritmica
- Cliff Williams – basso
- Chris Slade – batteria

## Classifiche

### Classifiche settimanali
| Classifica (1990-2021) | Posizione massima |
| ---------------------- | ----------------- |
| Australia              | 3                 |
| Austria                | 11                |
| Canada                 | 1                 |
| Finlandia              | 1                 |
| Francia                | 5                 |
| Germania               | 4                 |
| Grecia                 | 33                |
| Norvegia               | 2                 |
| Nuova Zelanda          | 2                 |
| Paesi Bassi            | 19                |
| Regno Unito            | 4                 |
| Spagna                 | 22                |
| Stati Uniti            | 2                 |
| Svezia                 | 5                 |
| Svizzera               | 2                 |
| Classifica (1991)      | Posizione massima |
| Ungheria               | 13                |
| Classifica (2010)      | Posizione massima |
| Italia                 | 79                |

### Classifiche di fine anno
| Classifica (1990) | Posizione |
| ----------------- | --------- |
| Australia         | 17        |
| Canada            | 11        |
| Francia           | 40        |
| Germania          | 80        |
| Nuova Zelanda     | 27        |
| Svizzera          | 28        |
| Classifica (1991) | Posizione |
| Australia         | 41        |
| Canada            | 25        |
| Germania          | 8         |
| Nuova Zelanda     | 2         |
| Paesi Bassi       | 80        |
| Stati Uniti       | 12        |
| Svizzera          | 20        |